# Championnat du Japon de football de troisième division
Le Championnat du Japon de football de troisième division communément appelé Meiji Yasuda J3 League (安田明治J3リーグ, Yasuda Meiji J3 rīgu), est une compétition de football qui est pour le Japon le troisième échelon national.

## Histoire
Après la discussion sur commission mixte de la J1-J2 le 16 janvier 2013, tous les clubs de la  J. League sont parvenus à un accord pour l'établissement d'une nouvelle ligue à partir de 2014. Cette décision a été officiellement mis en vigueur par le Conseil de la Ligue le 26 février 2013. La ligue était prévue avec 10 équipes, mais une autre session de Conseil de la Ligue en juillet a décidé que la saison inaugurale de J3 mettra en vedette 12 équipes.

### Japan Football League Division 2 (1992–1993)
Avec la mise en place de la J-League en 1992, la troisième division appelée "Japan Football League Division 2" ne se jouera que l'espace de deux saisons.
| Saison | Champion      | Vice-champion    |
| ------ | ------------- | ---------------- |
| 1992   | Chuo Bohan SC | Kyoto Shiko Club |
| 1993   | Honda Motors  | PJM Futures      |

### Japan Football League (1999–2013)
Avec la création de la J.League Division 2 en 1999, la "Japan Football League" devient la troisième division japonaise.
| Saison | Champion                         | Vice-champion             |
| ------ | -------------------------------- | ------------------------- |
| 1999   | Yokohama FC                      | Honda Motors              |
| 2000   | Yokohama FC (promu)              | Honda Motors              |
| 2001   | Honda Motors                     | Otsuka Pharmaceutical SC  |
| 2002   | Honda Motors                     | Sagawa Express            |
| 2003   | Otsuka Pharmaceutical SC         | Honda FC                  |
| 2004   | Otsuka Pharmaceutical SC (promu) | Honda FC                  |
| 2005   | Ehime FC (promu)                 | YKK AP                    |
| 2006   | Honda FC                         | Sagawa Express Tokyo      |
| 2007   | Sagawa Express                   | Rosso Kumamoto (promu)    |
| 2008   | Honda FC                         | Tochigi SC (promu)        |
| 2009   | Sagawa Shiga                     | Yokogawa Musashino        |
| 2010   | Gainare Tottori (promu)          | Sagawa Shiga              |
| 2011   | Sagawa Shiga                     | Nagano Parceiro           |
| 2012   | V-Varen Nagasaki (promu)         | Nagano Parceiro           |
| 2013   | Nagano Parceiro                  | Kamatamare Sanuki (promu) |

### J-League 3 (2014-)
Depuis 2014, la J. League a créé une troisième division professionnelle.

## Format
La J3 regroupe 20 équipes, les rencontres se jouent de mars à mi-décembre. Les clubs se rencontrent deux fois dans la saison avec un total de 38 journées.
Les deux premières équipes sont directement promus en première division.
cette saison pour présenter la relégation à partir de 2023, la relégation de la J3 League à la JFL sera effectuée.

## Palmarès
| Saison | Champion            | Vice-champion        | Meilleur(s) buteur(s) | Buts |
| ------ | ------------------- | -------------------- | --------------------- | ---- |
| 2014   | Zweigen Kanazawa    | AC Nagano Parceiro   | Kōji Suzuki           | 19   |
| 2015   | Renofa Yamaguchi FC | FC Machida Zelvia    | Kazuhito Kishida      | 32   |
| 2016   | Oita Trinita        | Tochigi SC           | Noriaki Fujimoto      | 15   |
| 2017   | Blaublitz Akita     | Tochigi SC           | Noriaki Fujimoto      | 24   |
| 2018   | FC Ryukyu           | Kagoshima United     | Leonardo              | 24   |
| 2019   | Giravanz Kitakyushu | Thespa Gunma         | Taichi Hara           | 20   |
| 2020   | Blaublitz Akita (2) | SC Sagamihara        | Kaito Taniguchi       | 18   |
| 2021   | Roasso Kumamoto     | Iwate Grulla Morioka | Shota Kawanishi       | 13   |
| 2022   | Iwaki FC            | Fujieda MYFC         | Ryo Arita             | 17   |
| 2023   | Ehime FC            | Kagoshima United     | Ren Komatsu           | 19   |
| 2024   | Omiya Ardija        | FC Imabari           | Kosuke Fujioka        | 19   |
| 2025   |                     |                      |                       |      |

## Bilan par club
Le tableau suivant liste les clubs vainqueurs du championnat du Japon et, pour chaque club, le nombre de titre(s) remporté(s) et les années correspondantes par ordre chronologique.
| Rang | Clubs               | 2025        | Titre(s) | Année(s)   |
| ---- | ------------------- | ----------- | -------- | ---------- |
| 1    | Blaublitz Akita     | J. League 2 | 2        | 2017, 2020 |
| 2    | Zweigen Kanazawa    | J. League 3 | 1        | 2014       |
| 2    | Renofa Yamaguchi    | J. League 2 | 1        | 2015       |
| 2    | Oita Trinita        | J. League 2 | 1        | 2016       |
| 2    | FC Ryukyu           | J. League 3 | 1        | 2018       |
| 2    | Giravanz Kitakyushu | J. League 3 | 1        | 2019       |
| 2    | Roasso Kumamoto     | J. League 2 | 1        | 2021       |
| 2    | Iwaki FC            | J. League 2 | 1        | 2022       |
| 2    | Ehime FC            | J. League 2 | 1        | 2023       |
| 2    | RB Omiya Ardija     | J. League 2 | 1        | 2024       |

## Logo

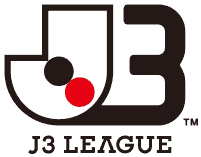
2014
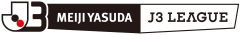
2015-2018
2019-2022
2023-